# Ocean Pier Railway
| Ocean Pier Railway mit vier Wagen auf dem Ocean Pier in Atlantic City                                                                                              |                       |                                   |                         |
| Streckenlänge: | 0,580 km              |                                   |                         |
| Spurweite: | 2 Fuß 9 Zoll = 838 mm |                                   |                         |
| Minimaler Radius: | 4,5 m                 |                                   |                         |
| |                       |                                   |                         |
| \| \| \| Uferseitige Wendeschleife, ø 9 m \| \| \| \| Uferseitige Haltestelle \| \| \| \| Meerseitige Haltestelle \| \| \| \| Meerseitige Wendeschleife, ø 18 m \| |                       |                                   |                         |
| |                       | Uferseitige Wendeschleife, ø 9 m  |                         |
| Haltepunkt / Haltestelle |                       | Uferseitige Haltestelle           | Uferseitige Haltestelle |
| Haltepunkt / Haltestelle |                       | Meerseitige Haltestelle           | Meerseitige Haltestelle |
| |                       | Meerseitige Wendeschleife, ø 18 m |                         |

Die Ocean Pier Railway war eine elektrische Schmalspurbahn, die über die gesamte Länge des Ocean Piers in Atlantic City, New Jersey etwa 180 Meter ins Meer führte.

## Geschichte
Der Ocean Pier in Atlantic City wurde 1896/97 um 150 m verlängert. Zur gleichen Zeit wurde er verbreitert sowie die Eisenbahn, eine Angelplattform und mehrere Pavillons gebaut. Die Spurweite der Eisenbahn betrug ungewöhnlicher Weise 838 mm (2 Fuß 9 Zoll). Der Durchmesser der uferseitigen Wendeschleife betrug nur 30 Fuß (9 m), was einen sehr engen Bogen erforderte. Die Wendeschleife am Meeresende war größer und erlaubte einen Bogen mit einem Durchmesser von 60 Fuß (18 m). Das Elektrizitätswerk befand sich an der Uferseite des Piers. Die Erbauer Young und McShea betrieben die Bahn nach ihrer Fertigstellung. Die angenehme Fahrt und die schöne Aussicht auf die Stadt machten die Eisenbahn bei Sommergästen beliebt.

## Besonderheiten der Schienenfahrzeuge

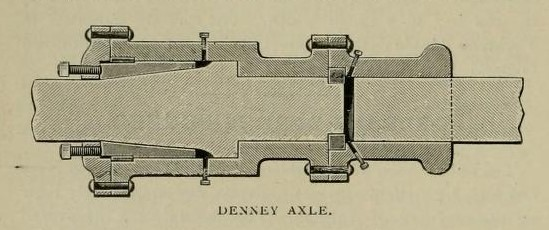
Denney-Achse

Um übermäßige Reibung und Verschleiß an den Rädern zu vermeiden, wurden von Samuel L. Denney 1854 patentierte, geteilte Achsen verwendet, die es den Rädern ermöglichten, sich mit unterschiedlicher Drehzahl zu drehen. Die Kupplung bestand aus drei Metallteilen, die nach dem Anbringen der Messingbleche miteinander vernietet waren. Der Teil der Kupplung, der im Schnitt gezeigt ist, wurde in diese Hälfte der Achse geschrumpft. Der Kragen am äußersten Ende des konischen Teils der Achse wurde ebenfalls geschrumpft. Ein langes konisches Lager mit einstellbaren Messing wurde wie gezeigt bereitgestellt. Die Gelenke der Kupplung waren abgedichtet, so dass sie mit Öl befüllt werden konnten. Bei dieser Achse war von den scharfen Kurven wenig zu spüren.